# Малый Чохрак
Малый Чохрак — река в России, протекает в Мостовском районе Краснодарского края. Сливаясь с Большим Чохраком, образует реку Чохрак.

## География
Река Малый Чохрак берёт начало восточнее станицы Костромская. Течёт на север. У хутора Северный сливается с Большим Чохраком и образует реку Чохрак. Устье реки находится в 84 км по левому берегу реки Чохрак. Длина реки составляет 25 км, площадь водосборного бассейна — 48,7 км².

## Данные водного реестра
По данным государственного водного реестра России относится к Кубанскому бассейновому округу, водохозяйственный участок реки — Лаба от истока до впадения реки Чамлык. Речной бассейн реки — Кубань.
По данным геоинформационной системы водохозяйственного районирования территории РФ, подготовленной Федеральным агентством водных ресурсов:
- Код водного объекта в государственном водном реестре — 06020000712108100003786
- Код по гидрологической изученности (ГИ) — 108100378
- Код бассейна — 06.02.00.007
- Номер тома по ГИ — 08
- Выпуск по ГИ — 1